# 엄마 기생
"엄마 기생"은 1968년 공개된 대한민국의 영화이다.

## 배역
- 김지미
- 김석훈
- 태현실
- 허장강
- 서영춘
- 남석훈
- 남미리
- 이빈화
- 김재구